# Scorpion (album Drake’a)
Scorpion – piąte studyjne wydawnictwo kanadyjskiego rapera i autora tekstów piosenek Drake’a wydane 29 czerwca 2018 roku nakładem wytwórni Cash Money Records, Young Money Entertainment i Republic Records będące dwupłytowym albumem zawierającym dwadzieścia pięć utworów, z czego pierwsza z nich to nagrania z gatunku hip-hop i trap, natomiast druga – R&B i pop. Krążek zawiera gościnne udziały od takich artystów, jak Jay-Z i Ty Dolla Sign oraz pośmiertne obróbki wokalne Statica Majora i Michaela Jacksona. Podczas pracy nad materiałem trwającej ponad rok raper współpracował z takimi producentami, jak m.in. No I.D., Boi-1da, DJ Premier, DJ Paul, Tay Keith, T-Minus, Murda Beatz, Cardo, a także Illmind.
Do tej pory krążek oficjalnie promowano siedmioma singlami, w tym „God's Plan”, „Nice for What”, „I'm Upset”, „Don't Matter to Me”, „In My Feelings”, „Nonstop”, a także „Mob Ties”, które wszystkie znalazły się pierwszej dwudziestce prestiżowej listy Billboard Hot 100, a trzy z nich („God's Plan”, „Nice for What” i „In My Feelings”) uplasowały się na jej szczycie.
Album osiągnął sukces komercyjny docierając do miejsca pierwszego tygodniowego rankingu sprzedaży Billboard 200 sprzedając w pierwszym tygodniu od swojej premiery 732 tys. kopii, z czego 160 tys. było z czystej sprzedaży. Otrzymał także on nominację w kategorii Album roku na 61. ceremonii wręczenia nagród Grammy.

## Historia wydania
| Region     | Data            | Format                               | Wytwórnia                                                       | Przypisy |
| ---------- | --------------- | ------------------------------------ | --------------------------------------------------------------- | -------- |
| Cały świat | 29 czerwca 2018 | Digital download, media strumieniowe | Cash Money Records, Young Money Entertainment, Republic Records | [ 7 ]    |
| Cały świat | 13 lipca 2018   | CD                                   | Cash Money Records, Young Money Entertainment, Republic Records | [ 8 ]    |
| Cały świat | 15 lipca 2018   | Płyta winylowa                       | Cash Money Records, Young Money Entertainment, Republic Records | [ 9 ]    |

## Certyfikaty i sprzedaż
| Kraj                         | Certyfikat         | Sprzedaż   |
| ---------------------------- | ------------------ | ---------- |
| Australia (ARIA)             | 2x platynowa płyta | 140 000+   |
| Belgia (BEA)                 | złota płyta        | 10 000+    |
| Brazylia (Pro-Música Brasil) | złota płyta        | 20 000+    |
| Dania (IFPI Danmark)         | 3x platynowa płyta | 60 000+    |
| Francja (SNEP)               | platynowa płyta    | 100 000+   |
| Kanada (MC)                  | 2x platynowa płyta | 160 000+   |
| Meksyk (AMPROFON)            | platynowa płyta    | 60 000+    |
| Niemcy (BVMI)                | złota płyta        | 100 000+   |
| Nowa Zelandia (RMNZ)         | 2x platynowa płyta | 30 000+    |
| Polska (ZPAV)                | platynowa płyta    | 20 000+    |
| Singapur (RIAS)              | platynowa płyta    | 10 000+    |
| Stany Zjednoczone (RIAA)     | 7x platynowa płyta | 7 000 000+ |
| Szwecja (GLF)                | platynowa płyta    | 30 000+    |
| Wielka Brytania (BPI)        | 2x platynowa płyta | 600 000+   |
| Włochy (FIMI)                | platynowa płyta    | 50 000+    |